# Inka (piće)
Inka je popularno gazirano bezalkoholno piće koje je proizvodila hrvatska tvrtka Badel 1862 do 2016. godine, a poslije nastavila Radenska. Piće je na tržištu prisutno od 1967. godine.

## Ambalaža
Postoji od 0,5 i 2 litre (PET) te na staklenoj ambalaži od 0,25 litara. Te Inka Tonic sirup od 18 litara.

## Vrste
Postoje Inka tonik water i bitter lemon.

## Slogan
“Čisto zadovoljstvo”

## Vanjske poveznice
Službena stranica  Arhivirana inačica izvorne stranice od 24. studenoga 2011. (Wayback Machine)